# Polska Cerekiew
Polska Cerekiew, německy Groß Neukirch a do roku 1914 Polnisch Neukirch, je vesnice a sídlo gminy Polska Cerekiew v okrese Kandřín-Kozlí v jižním Polsku. Geograficky se také nachází v údolí potoka Wrońska Woda (přítok řeky Odra) v mezoregionu Płaskowyż Głubczycki (Opavská pahorkatina) v Opolském vojvodství a v Horním Slezsku.

## Popis vesnice
Polska Cerekiew má 4 části Ciepły Dół, Gniewów, Marynówka a Miłowice. Ve vesnici je železniční stanice, škola, sportoviště a další zázemí.

## Název
Název vesnice lze odvodit od staropolského cerkiew = kostel, svatyně.

## Historie a památky
Známá historie Polské Cerekve sahá až do starověku, kdy zde byla osada na Jantarové stezce. Podle písemných pramenů se osada v roce 1337 nazývala Noua Ecclesia a v roce 1539 Nowe Cerekwi. V roce 1337 získala osada právo pořádat trhy a brzy se z ní stalo město, které však postupem času upadalo. Farní kostel Nanebevzetí Panny Marie je poprvé připomínaný v roce 1418 a byl několikrát přestavovaný a má věž s 5 zvony. V 17. století Polskou Cerekiew vlastnili Oppersdorffové, v 18. století Gaschinové, v 19. století Matuschkové a nakonec Seherr-Thosové. Významnou památkou jsou opravované ruiny původně pozdně renesančního zámku Fryderyka von Opersdorffa, který vyhořel v roce 1945. Ve vesnici se také nachází pozůstatky zámeckého parku. Během druhé světové války byly ve vesnici zřízeny pracovní tábory pro sovětské a britské válečné zajatce. Dne 21. ledna 1945 příslušníci SS zavraždili 19 vězňů neschopných chůze.

## Galerie

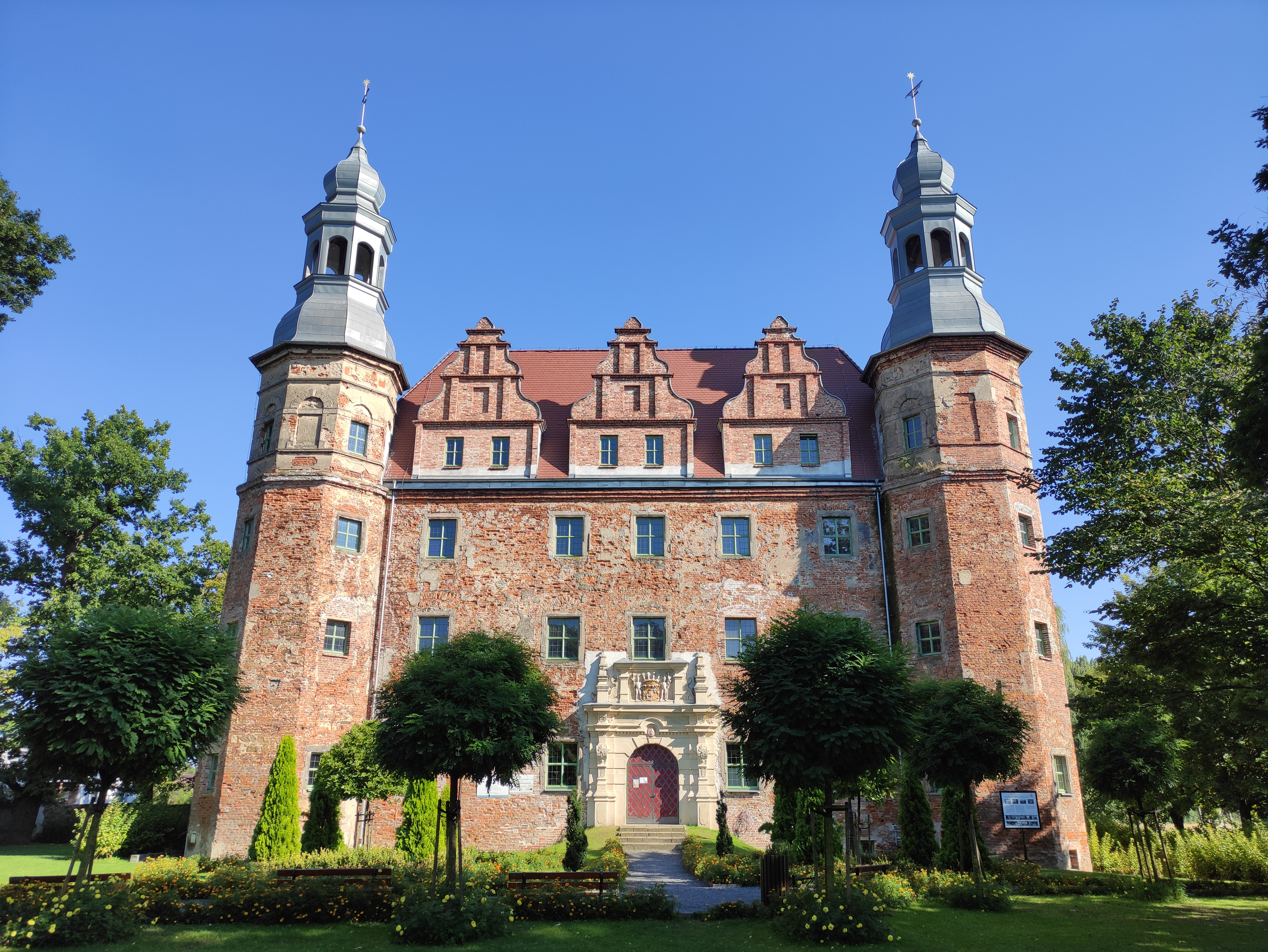
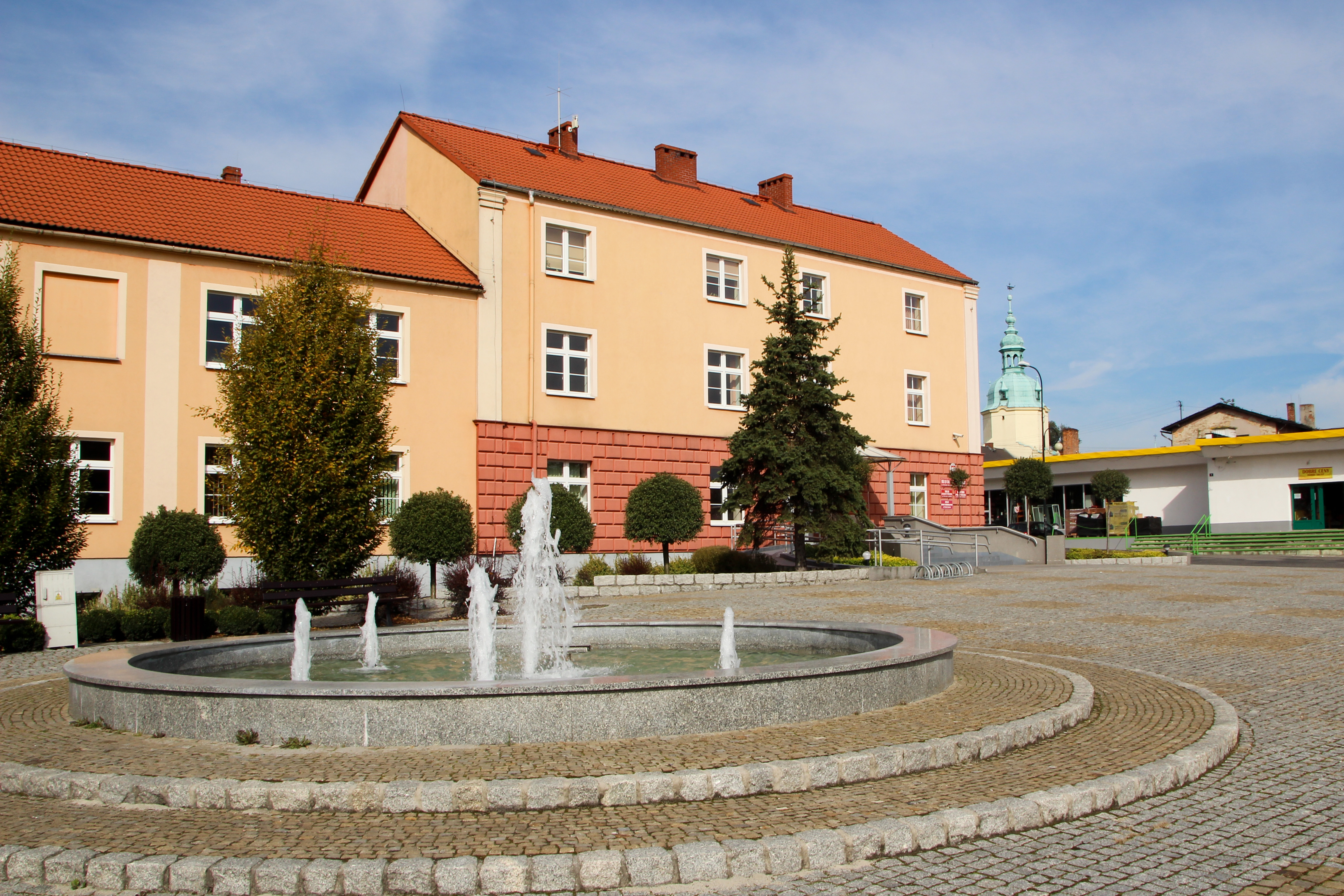
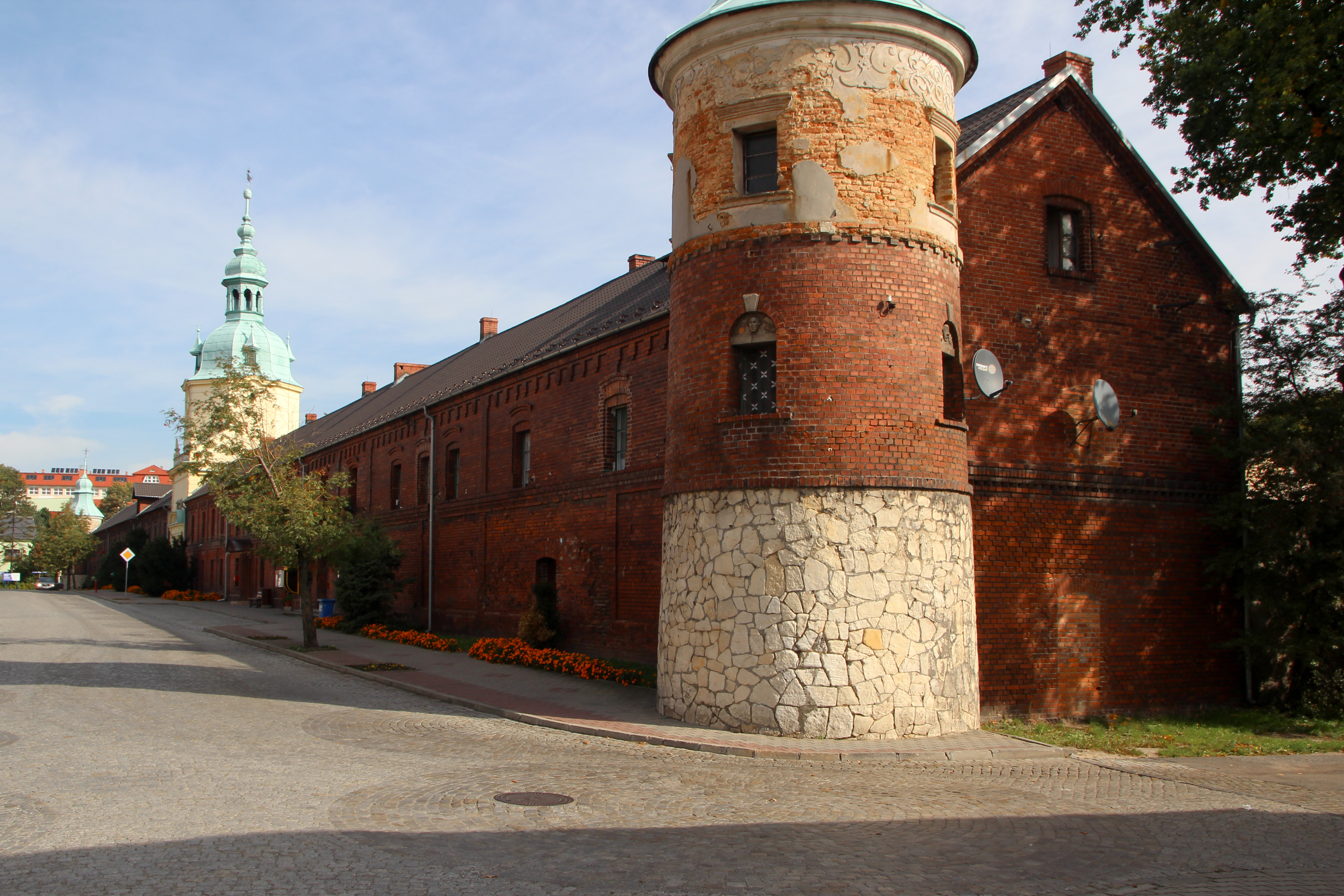